# Ligne d'Olten à Berne
La ligne ferroviaire d'Olten à Berne est l'une des principales lignes ferroviaires en Suisse. Elle fait partie de la ligne principale Zurich – Genève.

## Historique

### Histoire
Alors que la ligne du Hauenstein de Bâle à Olten est encore en construction, les Chemins de fer du central suisse commencent déjà à construire d'autres lignes au départ d'Olten. Ainsi, le tronçon Olten-Aarburg est ouvert le 9 juin 1856 dans le cadre de la liaison Olten-Lucerne,.

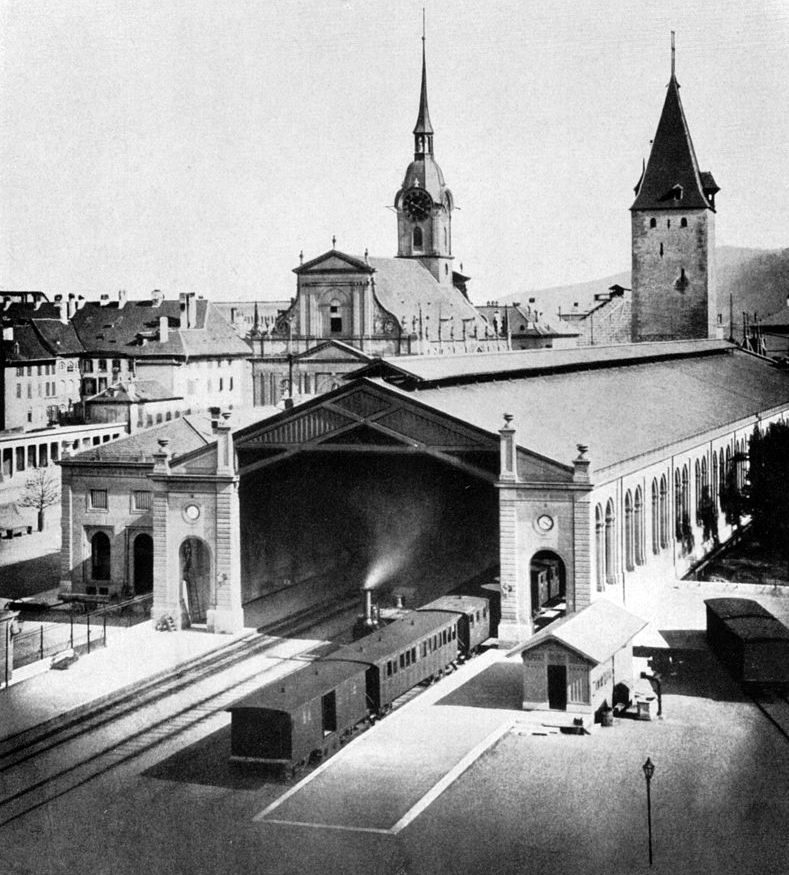
Gare de Berne en 1860

Sur la ligne entre Aarburg et Berne, un premier tronçon est ouvert entre Aarburg et Herzogenbuchsee le 16 mars 1857. En 1857 également, les Chemins de fer du central suisse connectent Herzogenbuchsee à Soleure. Le prolongement de la ligne de Herzogenbuchsee à Berne a été achevé le 16 juin de la même année. La ligne s'arrêtait alors au portes de la ville, à Wylerfeld. Ce n'est qu'avec la construction du "pont rouge" que l'itinéraire a pu être prolongé de l'autre côté de l'Aar. Le 1er mai 1860, la gare de Berne est mise en service comme terminus.
Le 1er janvier 1890, la commune de Niederwil et la gare rattachée sont rebaptisées Rothrist.
Lors de la nationalisation des Chemins de fer du central suisse en 1902, la ligne Olten–Berne revient également aux Chemins de fer fédéraux suisses.
Au fil du temps, le "pont rouge" de Berne n'est plus en mesure de faire face à l'augmentation du volume de transport et est remplacé par le viaduc de Lorraine en 1941.
Pour décharger la gare d'Olten et la ligne Olten-Aarburg qui avait également absorbé le trafic en direction de Lucerne, la ligne du Born a été construite puis inaugurée le 2 avril 1981. Cette ligne relie les gares d'Olten et de Rothrist en contournant la gare d'Aarburg-Oftringen. La ligne du Born n'est généralement utilisée que par le trafic longue distance. Les trains régionaux empruntent toujours l'ancien itinéraire via Aarburg.
La gare de Bützberg a été fermée au changement d'horaire du printemps 1983. Le village est désormais relié par une ligne de bus entre Herzogenbuchsee et Langenthal.
Le tunnel du Grauholz qui contourne la gare de Zollikofen a été ouvert en 1995.
La nouvelle ligne Mattstetten – Rothrist ouverte en 2004 a nécessité quelques ajustements. Alors que le prolongement vers la nouvelle ligne était déjà prévu lors de la construction du tunnel du Grauholz, le système de voies du côté de Rothrist a été revu. Un court tunnel à voie unique a été construit sur la ligne d'Aarburg pour servir de passage souterrain sous la ligne du Born. La ligne existante entre Roggwil et Langenthal dans la Wassermatte a été allongée et une courte ligne a été posée parallèlement à la ligne Mattstetten-Rothrist. Le tracé a également été posé parallèlement à la ligne Mattstetten-Rothrist entre Langenthal et Herzogenbuchsee, où l'itinéraire passe par le tunnel de Thunstetten. L'ancienne ligne via Bützberg a été fermée et démolie.

### Accidents
Le 12 février 1980, un train régional venant de Bienne heurte une locomotive circulant seule entre Berne Wylerfeld et Berne Löchligut. Les deux conducteurs sont tués et 18 passagers blessés.
Le 5 octobre 1994, un train express Brigue- Bâle heurte un tracteur ferroviaire à la gare de Herzogenbuchsee. Le conducteur du tracteur est transporté à l'hôpital, où il succombe à ses blessures.

## Tracé de la ligne
La ligne de chemin de fer part de la gare de Berne vers l'est en traversant l'Aar sur le viaduc de Lorraine et continue sur la rive droite de la rivière avant d'atteindre Zollikofen. Elle atteint le fond de la vallée de l'Urtene près de Schönbühl, puis arrive à la liaison avec la nouvelle ligne et le tunnel du Grauholz près de Mattstetten. L'Emmental est traversé jusqu'à Berthoud. Après avoir traversé l'Emme, la ligne serpente plus au nord-est dans de petits sillons de vallée (Ösch, Chänerechbach) jusqu'à Wynigen, d'où la ligne suit l'Önz depuis le fond de la vallée jusqu'à Herzogenbuchsee. La ligne suivait la crête presque en ligne droite jusqu'à Langenthal, aujourd'hui la ligne est reliée à travers le tunnel Thunstetten et rejoint l'ancienne ligne à Bützberg. La route abandonnée est encore bien visible dans le paysage.
La plaine de la Langeten et – brièvement – de la Murg sont utilisées jusqu'à Murgenthal, avant d'atteindre Rothrist sur le côté droit de la vallée de l'Aar, où la nouvelle ligne rejoint la ligne existante. Le tracé continue en ligne droite jusqu'à Aarburg en traversant la vallée de la Wigger. La voie ferrée s'oriente ensuite vers le nord en longeant la rive droite de l'Aar pour rejoindre la gare d'Olten.

## Exploitation

### Relations

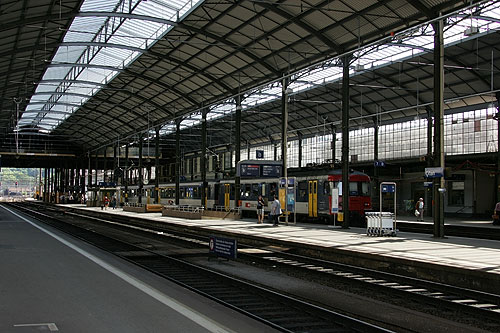
Gare d'Olten

La ligne ferroviaire Olten-Berne fait partie de la liaison de Bâle et Zurich en direction de Lausanne-Genève ou Thoune (-Interlaken, Lötschberg). C'est une partie importante du réseau ferroviaire suisse. Elle dessert de tout temps le trafic voyageurs et marchandises longue distance ainsi que le trafic local.
En 1981, le trafic sur le tronçon Olten-Rothrist est allégé par l'ouverture de la ligne du Born, tout comme celui sur le tronçon Mattstetten-Berne avec la ligne du Grauholz en 1995. En 2004, les lignes du Born et du Grauholz sont reliées par la nouvelle ligne Mattstetten – Rothrist. Un itinéraire alternatif est disponible parallèlement à l'ancienne ligne. Cette nouvelle ligne étant conçue pour supporter des vitesses atteignant 200 kilomètres à l'heure, le temps de trajet est inférieur de 13 minutes à celui de la ligne principale. La ligne principale est toujours utilisée pour le trafic de marchandises longue distance ainsi que le trafic local.

### Transport de marchandises
Pendant longtemps, le transit de marchandises depuis Bâle et Zurich en direction de la Suisse romande et du Lötschberg a été acheminé presque exclusivement via la ligne d'Olten à Soleure via Bienne pour des raisons de capacité. Les trains de transport combiné d'une hauteur de quatre mètres qui transportent des véhicules (Simplon-Inter-Modal) doivent continuer à circuler via Bienne, car seul cet itinéraire a été construit pour ces trains.

### Transport de passagers
Les trains de voyageurs InterRegio circulent toutes les demi-heures sur la ligne Olten–Berne. Les trains s'arrêtent à Langenthal, Herzogenbuchsee et Berthoud, ainsi que toutes les heures à Wynigen. La ligne S23 couvre le parcours d'Olten à Langenthal. De Berthoud à Berne, l'itinéraire est emprunté par les lignes S4 et S44 du réseau express régional bernois.